# Matelea campechiana
Matelea campechiana är en oleanderväxtart som först beskrevs av Standley, och fick sitt nu gällande namn av R. E. Woodson. Matelea campechiana ingår i släktet Matelea och familjen oleanderväxter. Inga underarter finns listade i Catalogue of Life.